# 沃尔夫冈·格罗斯
沃尔夫冈·格罗斯（德語：Wolfgang Groß，1954年3月30日—），德国男子赛艇运动员。他曾代表东德参加世界赛艇锦标赛，获得一枚金牌和一枚银牌，均来自男子四人单桨有舵手项目。